# Циндао
Цинда́о Qingdaoо файле (нем. Tsingtau, кит. трад. 青島, упр. 青岛, пиньинь Qīngdǎo, буквально: «сине-зелёный остров») — город субпровинциального значения в Китае на востоке провинции Шаньдун, на берегу Жёлтого моря. Он состоит из 6 районов и 4 городских уездов. Является важной военной базой. В городе используется циндаоский диалект (кит. упр. 青岛话, палл. циндаохуа) севернокитайского языка.
Циндао основан в 1891 году. До нашей эры на территории округа существовал древний город Цзимо, ещё раньше — культура Луньшань. В XX веке Циндао подвергся немецкой колонизации и пережил японскую оккупацию.
В 2016 году Циндао занял 12-е место среди городов Китая по ВВП (1 трлн юаней). По итогам того же года вошёл в первую десятку мировых портов по обороту в тоннах и контейнерах. Здесь базируются такие крупные производственные компании, как «Hisense», «Haier» и «CRRC Qingdao Sifang». Город питают тепловые, солнечные и ветряные электростанции, рядом запущены первые энергоблоки АЭС Хайян.
Имеется развитая сеть автомобильных и железных дорог (до 350 км/ч). Достраивается второй аэропорт, рассчитанный на 35 — 55 млн пассажиров в год. Внутри города работают метро и трамвай.
В феврале 1994 года Циндао был внесён в список 15 главных городов КНР.
Циндао — это кинематографический центр страны, аналог Голливуда, где снимают кассовые фильмы.

## Физико-географическая характеристика
Циндао расположен на юге Шаньдунского полуострова на берегу Жёлтого моря в 555 км к юго-востоку от Пекина. С юго-востока город омывается Жёлтым морем; с севера граничит с городским округом Яньтай, с запада — с городским округом Вэйфан.
В 40 км от центра города находится гора Лаошань (г. Лаодин, 1133 м). Впрочем, равнина в Циндао преобладает над низкогорьями.
Приморская зона государственного уровня. Её протяженность — 25 км, ширина — 3 км. Морские пляжи города с мелким песком омываются теплыми волнами Жёлтого моря. Общая длина береговой линии достигает 817 км. В Циндао насчитывается 69 островов.
Крупнейшей рекой является Дагу, длина которой составляет 180 км.

### Климат
Климат в Циндао влажный, муссонный. Среднегодовая температура — +12,4 °C. Летом душно, часто идут дожди, средняя температура августа — 25,3 °C; зимой — сильный ветер, но не очень холодно, средняя температура в январе −0,9 °C. Зимой ветер дует преимущественно с материка, поэтому влажность падает, но меньше, чем в Пекине. Самое приятное время — осень и весна. Средний уровень годовых осадков — 720 миллиметров.
- Абсолютный максимум температуры воздуха: 38,9 °C
- Абсолютный минимум температуры воздуха: −16,9 °C[4]

| Показатель                         | Янв. | Фев. | Март | Апр. | Май  | Июнь | Июль  | Авг. | Сен. | Окт. | Нояб. | Дек. | Год  |
| ---------------------------------- | ---- | ---- | ---- | ---- | ---- | ---- | ----- | ---- | ---- | ---- | ----- | ---- | ---- |
| Средний суточный максимум, °C      | 2,6  | 3,8  | 8,7  | 14,4 | 19,7 | 23,3 | 26,7  | 28,3 | 24,9 | 19,7 | 12,4  | 5,3  | 15,8 |
| Средняя температура, °C            | −0,9 | 0,2  | 4,8  | 10,4 | 15,8 | 19,9 | 23,8  | 25,3 | 21,5 | 16,1 | 9,0   | 2,0  | 12,4 |
| Средний суточный минимум, °C       | −3,7 | −2,5 | 2,0  | 7,5  | 12,9 | 17,6 | 21,9  | 23,0 | 18,6 | 13,2 | 6,0   | −0,8 | 9,7  |
| Норма осадков, мм                  | 10,5 | 12,4 | 21   | 36,4 | 50,9 | 82,7 | 177,1 | 156  | 90,2 | 46,5 | 26,6  | 9,7  | 720  |
| Источник: Гонконгская обсерватория |      |      |      |      |      |      |       |      |      |      |       |      |      |

### Почвы
Больше половины городского округа Циндао покрыто коричневыми почвами. Такие почвы характерны, например, для Средиземноморья. Они являются важной базой для сельского хозяйства.
В северных районах распространены суглинистые чернозёмы, занимающие 176900 га площади округа.
По берегам рек залегают аллювиальные почвы.

### Растительность
Городское озеленение несильно отличается от пекинского. Более влажный и тёплый климат позволил увеличить долю хвойных
деревьев и вечнозелёных кустарников. Кедр гималайский столь же обычен, как и на черноморском побережье России. Вместо сосен чёрной и китайской используется сосна Тунберга. В некоторых районах встречается декоративный сорт (Кайзука) можжевельника китайского, а статные кипарисоподобные деревья, растущие в центре города, принадлежат роду метасеквойя.
Тополя войлочный и канадский тут по большей части заменены платаном, гингко и белой акацией. Пушистые рыхлые скопления на улицах образованы софорой японской. Узкие продолговатые листья мелии азедарах и айланта высочайшего разнообразят зелёный пейзаж, украшением которого стали насаждения лириодендрона китайского. Жителей города и туристов радуют своим цветением магнолия крупноцветковая, кёльрейтерия метельчатая, декоративные сорта персика и лагерстрёмия индийская.
В аккуратно подстриженных живых изгородях задействованы неприхотливые вечнозелёные кустарники: Photinia × fraseri, бересклет японский и питтоспорум Тобира.
Сельское хозяйство традиционно специализируется на выращивании фруктов, овощей и зерно-бобовых культур. Учёные разрабатывают новый морской сорт риса, надеясь увеличить его производство на десятки миллионов тонн. Современное потепление
климата способствует развитию чаеводства (лаошаньский чай).

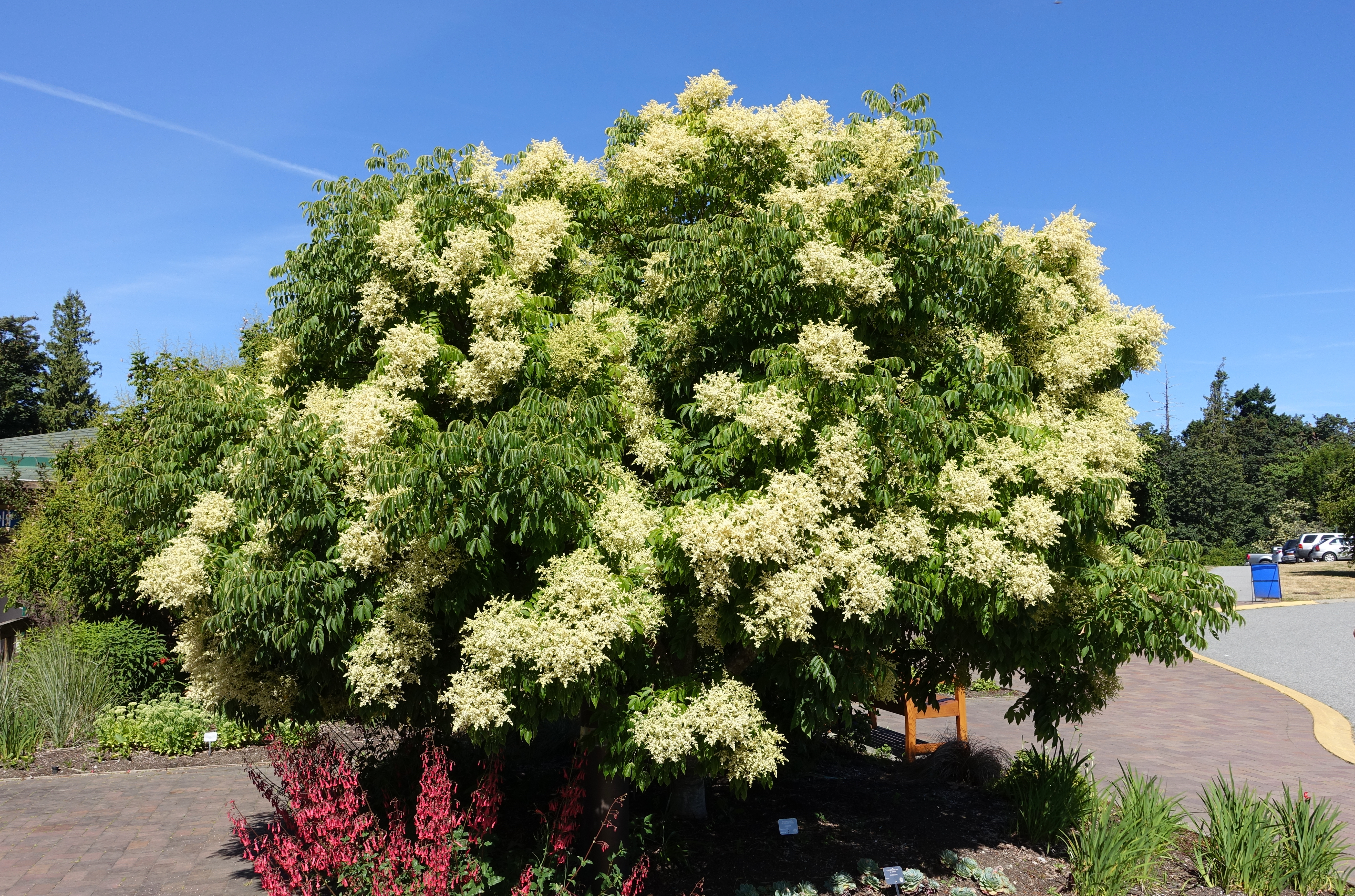
Meliosma oldhamii обитает в
дубовых лесах Лаошаня

Дикая природа Циндао давно изолирована людьми от натуральных лесных массивов остального Китая. Естественная
растительность загнана на бесплодные каменистые склоны. В нацпарке «Лаошань» арьергарды, отступивших буковых и вечнозелёных субтропических лесов, были «взяты в плен» дубом изменчивым и дубом пильчатым. Дуб изменчивый входит в средиземноморскую секцию Cerris, а дуб пильчатый близок к дубу монгольскому. В свиту дуба изменчивого входят такие засухоустойчивые виды как: фисташка китайская, зизифус настоящий, витекс (Vitex negundo) и сумах китайский. К спутникам дуба пильчатого и исчезнувшего бука относятся: Neoshirakia japonica, симплокос (Symplocos paniculata) и стиракс японский. От восточноазиатских субтропических лесов остались разве что Machilus thunbergii и камелия японская. Похолодание, случившееся несколько тысяч лет назад, погубило вечнозелёные дубы и кастанопсис.
В Китае Циндао помещают в регион тепло-умеренных широколиственных лесов: между субтропическим югом, «уссурийской тайгой» и степями Внутренней Монголии. В 2012 г. лесистость округа возросла до 38,6 %.
| Флористическая область (и провинция) | Класс растительности                    | Основная формация        | Лесные культуры               | Биоклиматическая зона | Разряд (и тип) ландшафтов             |
| ------------------------------------ | --------------------------------------- | ------------------------ | ----------------------------- | --------------------- | ------------------------------------- |
| Восточноазиатская (Северокитайская)  | Quercetea variabilis (дуба изменчивого) | Леса из дуба изменчивого | Сосна Тунберга, белая акация… | Умеренная             | Суббореальный (широколиственнолесной) |

## История

### До 1891

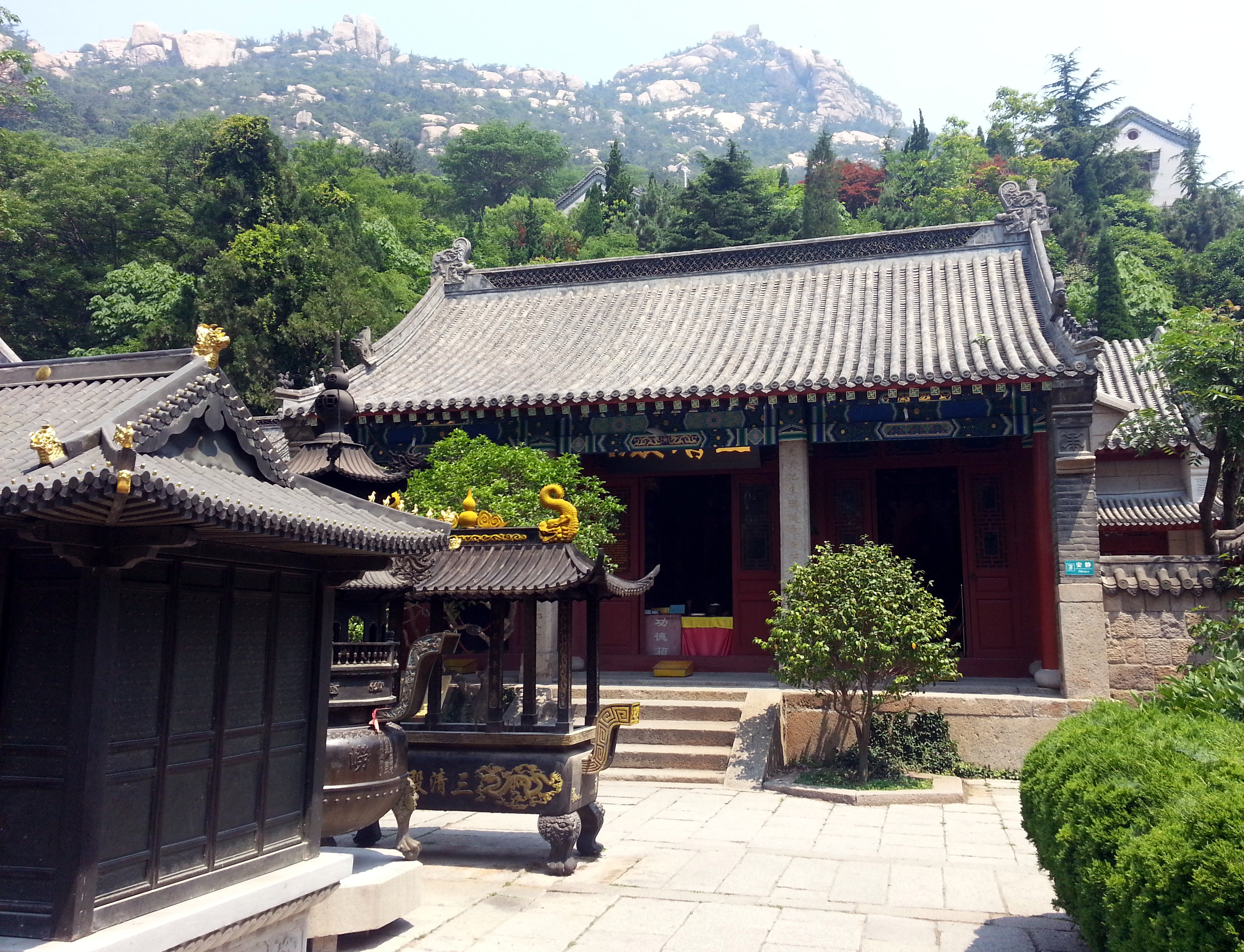
Старинный даосский храм Тайцин Гун

Археологические находки свидетельствуют о том, что люди селились на территории нынешнего города Циндао ещё 6000 лет назад. Во время Восточной династии Чжоу (770—256 до н. э.) был основан город Цзимо (ныне это место находится на территории городского уезда Пинду), тогда второй по величине в Шаньдуне. В дальнейшем местность многократно упоминается в различных источниках. Так, именно отсюда в 221 году до н. э. после объединения Китая первый император империи Цинь, Цинь Шихуан, отправлял корабли в Корею и Японию. У-ди, один из императоров империи Хань, принёс ритуальные жертвы на горе Буцзи рядом с современным Циндао и распорядился выстроить несколько храмов.
При империях Тан и Сун эти места были местом стыковки морских маршрутов северного и южного Китая. При империи Юань эти места стали южной оконечностью Цзяочжоу-Лайчжоуского канала, прорытого через основание Шаньдунского полуострова.
При империи Мин эти места были важной военно-морской базой, носившей название Цзяоао.
В 1890-е годы империя Цин решила создать на этом месте военное укрепление, защищающее от атак с моря. 14 июня 1891 года был основан город Циндао, однако строительство его продвигалось довольно медленными темпами.

### Немецкая и японская оккупация

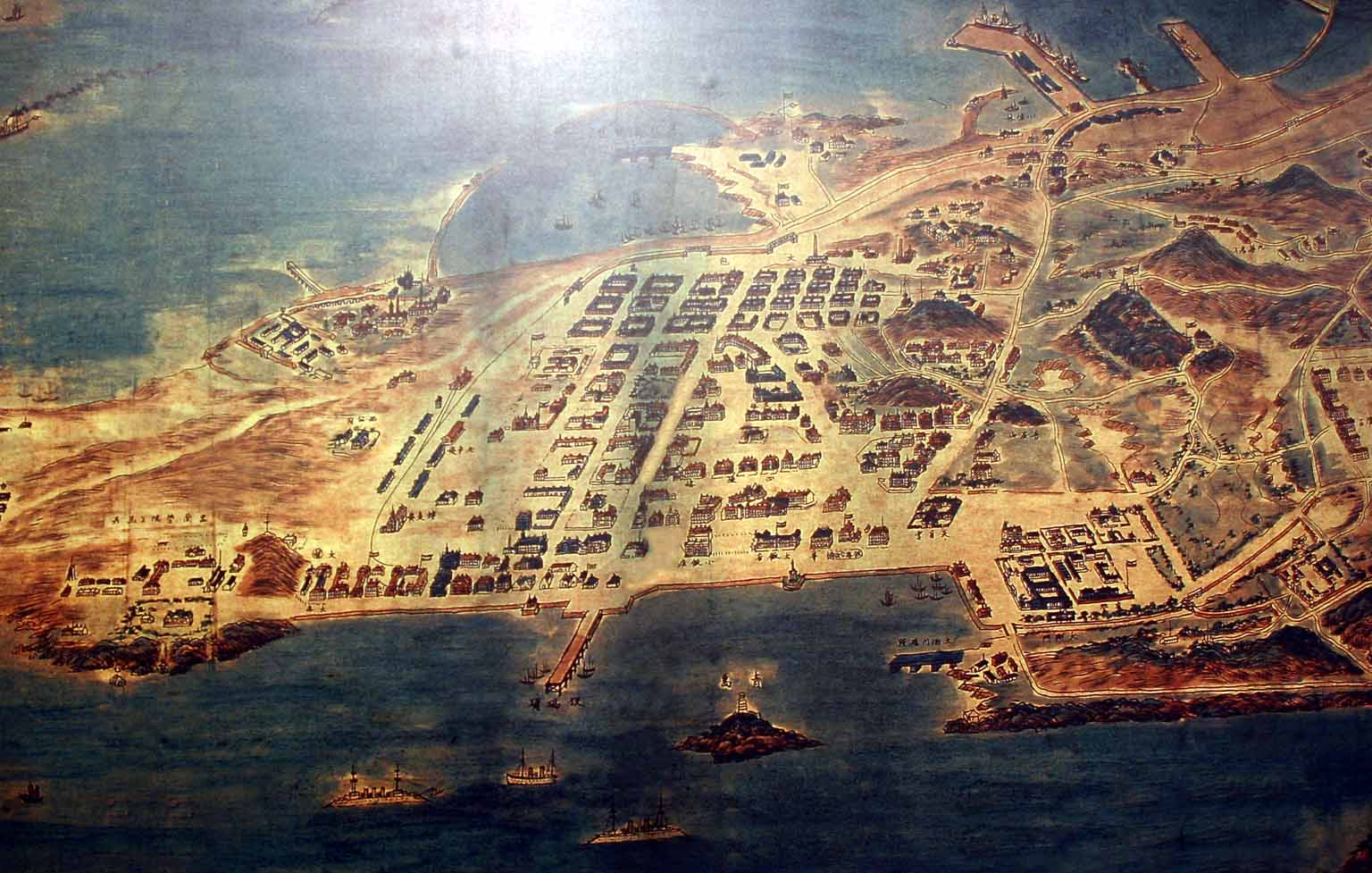
Эскиз карты Циндао, приблизительно 1906 г.

В 1897 году город в составе территории «Залив Цзяочжоу» по концессии был передан Германии. Предлогом к передаче был так называемый «инцидент в Цзюйе», когда в 1897 году два немецких миссионера были убиты в восточном Шаньдуне, и немецкое правительство выставило ультиматум императору, требуя защиты христиан.
Немцы превратили Циндао в стратегически важный порт, управляемый Морским Управлением (нем. Reichsmarineamt), в отличие от других немецких колоний, подчинявшихся Управлению Колоний (нем. Reichskolonialamt). В Циндао базировалась немецкая Императорская Восточно-азиатская крейсерская эскадра, проводящая военные операции по всему Тихому океану. С 1898 года тут базировался Третий морской батальон. Немецкое правительство провело планировку улиц и создало городской план, существующий и сейчас. В это время был построен и пивоваренный завод (англ. Tsingtao Brewery), функционирующий по сей день и производящий 12 % всего китайского пива. Немецкое влияние распространилось на всю провинцию Шаньдун, в которой возникли многие предприятия с немецким капиталом.

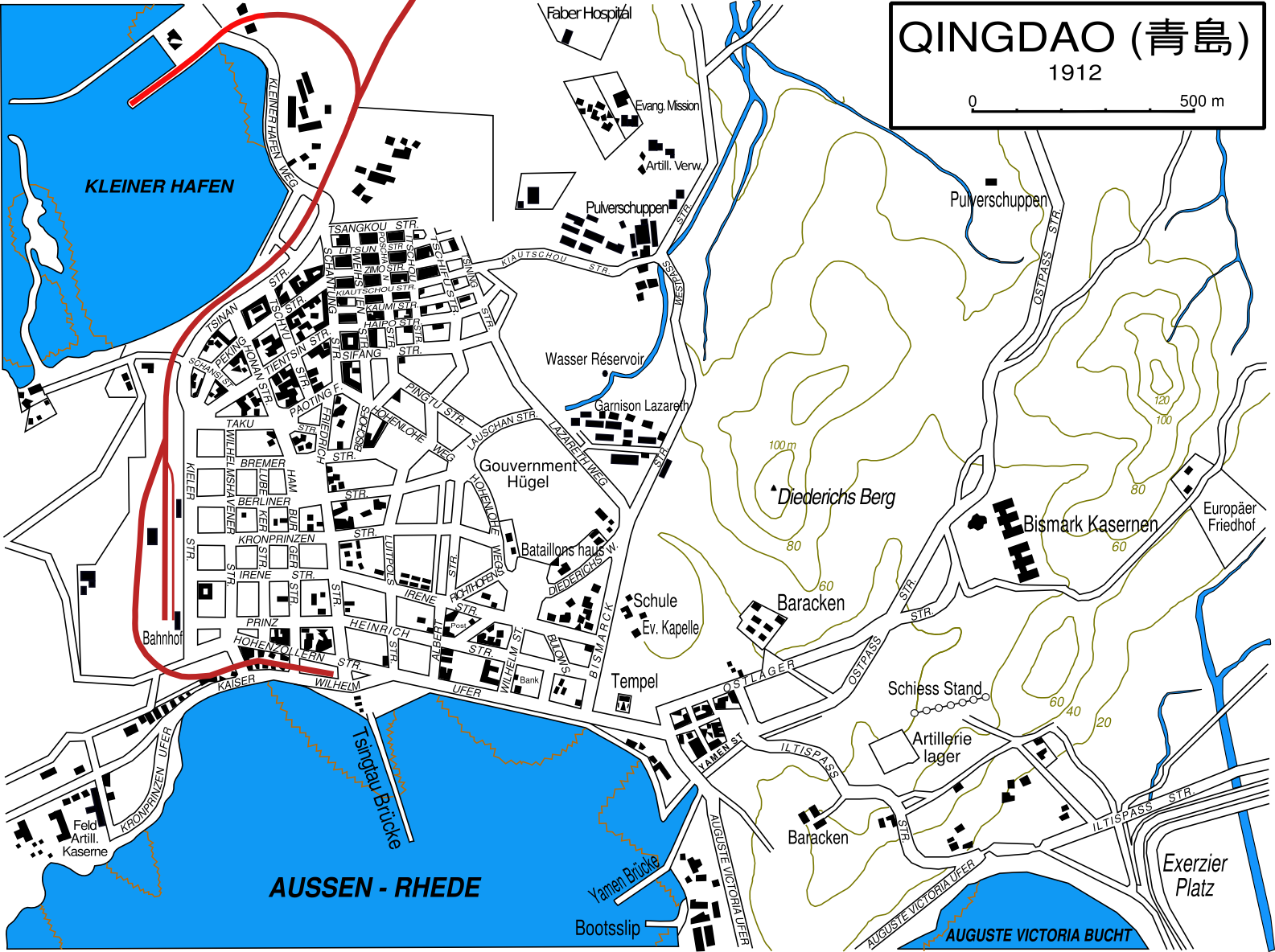
Карта Циндао в 1912 году

Перед началом Первой мировой войны немецкие боевые корабли под командованием адмирала фон Шпее ушли из Циндао, чтобы дойти до Германии и избежать опасности блокирования их в гавани военно-морскими силами Антанты.
После начала войны в 1914 году японский флот при некотором участии британского блокировал Циндао — союзники объявили войну Германии в соответствии с англо-японским договором. Японские войска осаждали Циндао и с 31 октября по 7 ноября 1914 года штурмом овладели им. По итогам войны на Парижской конференции было решено оставить захваченные территории в провинции Шаньдун Японии и не передавать их Китаю, что вызвало массовые волнения.
В 1922 году город все же был возвращён китайским властям. После образования гоминьдановского правительства в Нанкине в 1929 году был образован Специальный город Циндао (青岛特别市), в 1930 году преобразованный в обычный город. Япония снова оккупировала Циндао в январе 1938 года в ходе территориальной экспансии вдоль китайского побережья в результате совместной операции японской армии и подразделений морской пехоты.

### После Второй мировой войны
После Второй мировой войны Циндао опять получил статус «специального города», и гоминьдановские власти разрешили США использовать Циндао в качестве базы Западного Тихоокеанского флота. Однако 2 июня 1949 года город был занят коммунистическими войсками (самым последним из крупных городов северного Китая).
В 1949 году город был разделён на 7 районов. В 1951 году к городу были присоединены некоторые территории Специального района Цзяочжоу (胶州专区), на которых был образован Лаошаньский пригородный район, и были расформированы четыре городских района. В 1958 году под юрисдикцию Циндао перешли уезды Цзяосянь и Цзяонань из состава Специального района Чанвэй (昌潍专区) и уезд Цзимо из состава Специального района Лайян (莱阳专区). В 1961 году уезд Цзимо был передан в состав Округа Яньтай (烟台地区), а уезды Цзяосянь и Цзяонань возвращены в состав округа Чанвэй; Лаошаньский пригородный район был преобразован в уезд Лаошань. В 1978 году уезд Цзимо из состава Округа Яньтай и уезды Цзяосянь и Цзяонань из состава округа Чанвэй вновь были переданы под юрисдикцию Циндао. В 1983 году под юрисдикцию Циндао перешли уезд Лайси из состава округа Яньтай и уезд Пинду из состава округа Вэйфан
С 1984 года Китай начал проводить открытую политику по отношению к иностранным инвестициям. В результате Циндао довольно быстро превратился в современный портовый город. 5 ноября 1984 года три корабля ВМС США впервые после 1949 года посетили Циндао. Это был первый заход военных кораблей США в китайский порт после долгого перерыва.
В 1987 году уезд Цзяосянь был преобразован в городской уезд Цзяочжоу. В 1988 году уезд Лаошань был преобразован в район городского подчинения. В 1989 году уезды Пинду и Цзимо были преобразованы в городские уезды. В 1990 году уезды Цзяонань и Лайси также были преобразованы в городские уезды. В 2012 году городской уезд Цзяонань был присоединён к району Хуандао.
В настоящее время Циндао представляет собой крупный промышленный центр. Недавно был построен новый деловой центр города к востоку от старого делового района. За пределами центра расположена большая индустриальная зона, включающая предприятия химической промышленности и тяжёлого машиностроения, а также наукоёмкие отрасли.
Постановлением Госсовета КНР от 18 июля 2017 года (вступило в силу с 30 октября 2017) городской уезд Цзимо был преобразован в район городского подчинения.

## Административное деление
Город субпровинциального значения Циндао делится на 6 районов и 4 городских уезда:
| Карта | #              | Статус   | Название | Иероглифы    | Пиньинь   | Население (2010 прим.) | Площадь (км²) | Плотность населения (/км²) |
| ----- | -------------- | -------- | -------- | ------------ | --------- | ---------------------- | ------------- | -------------------------- |
| 1     | Район          | Шинань   | 市南区   | Shìnán qū    | 544.800   | 30,01                  | 18.153,95     |                            |
| 2     | Район          | Шибэй    | 市北区   | Shìběi qū    | 1.020.700 | 63,18                  | 16.155,43     |                            |
| 3     | Район          | Хуандао  | 黄岛区   | Huángdǎo qū  | 1.392.600 | 2220,1                 | 627,27        |                            |
| 4     | Район          | Лаошань  | 崂山区   | Láoshān qū   | 379.500   | 389,34                 | 974,73        |                            |
| 5     | Район          | Лицан    | 李沧区   | Lǐcāng qū    | 512.400   | 95,52                  | 5364,32       |                            |
| 6     | Район          | Чэнъян   | 城阳区   | Chéngyáng qū | 737.200   | 553,2                  | 1332,61       |                            |
| 7     | Городской уезд | Цзяочжоу | 胶州市   | Jiāozhōu shì | 843.100   | 1210                   | 696,78        |                            |
| 8     | Район          | Цзимо    | 即墨区   | Jímò qū      | 1.177.200 | 1727                   | 681,64        |                            |
| 9     | Городской уезд | Пинду    | 平度市   | Píngdù shì   | 1.357.400 | 3166                   | 428,74        |                            |
| 10    | Городской уезд | Лайси    | 莱西市   | Láixī shì    | 750.200   | 1522                   | 492,9         |                            |

## Экономика

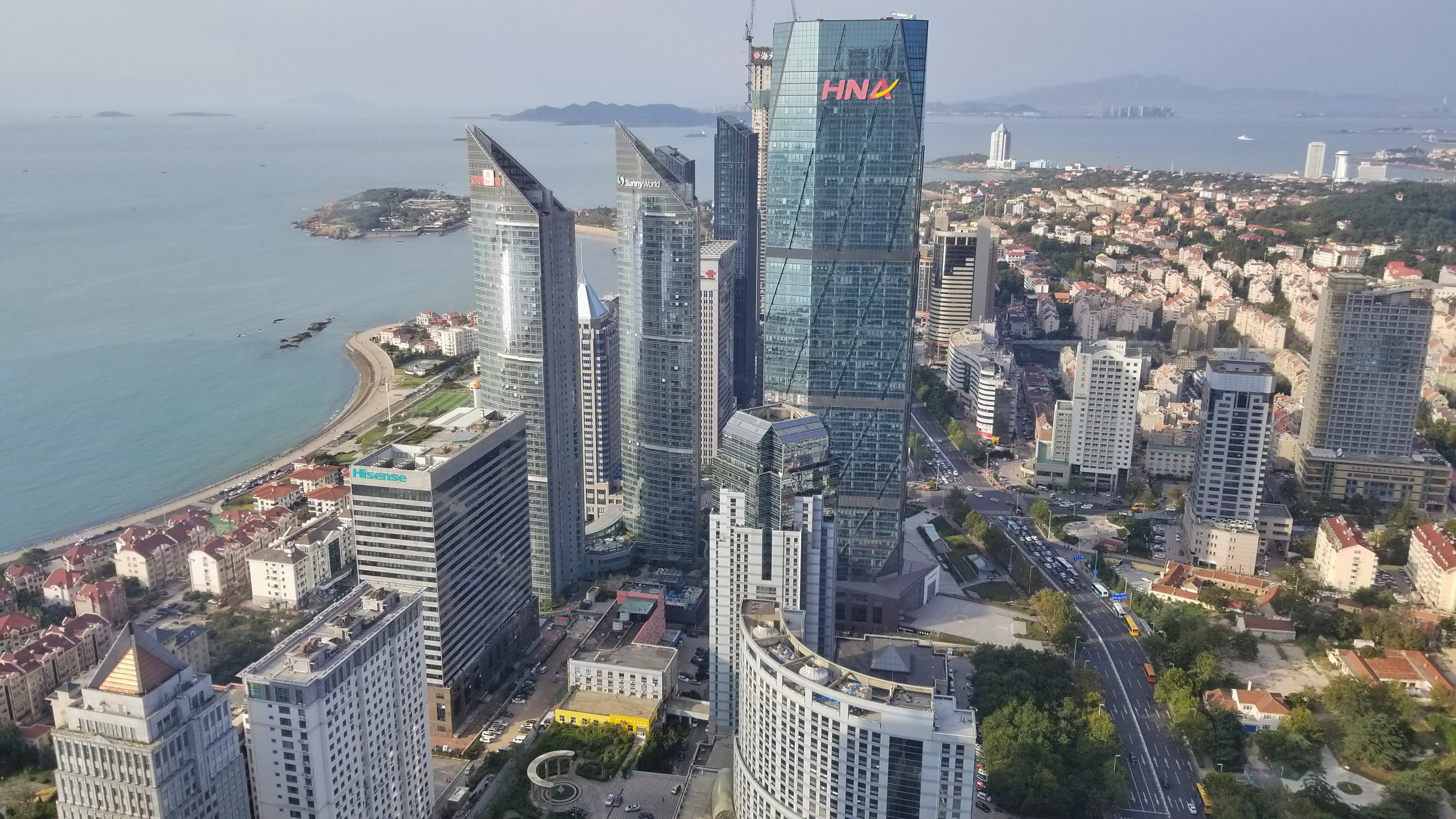
Деловой центр Циндао

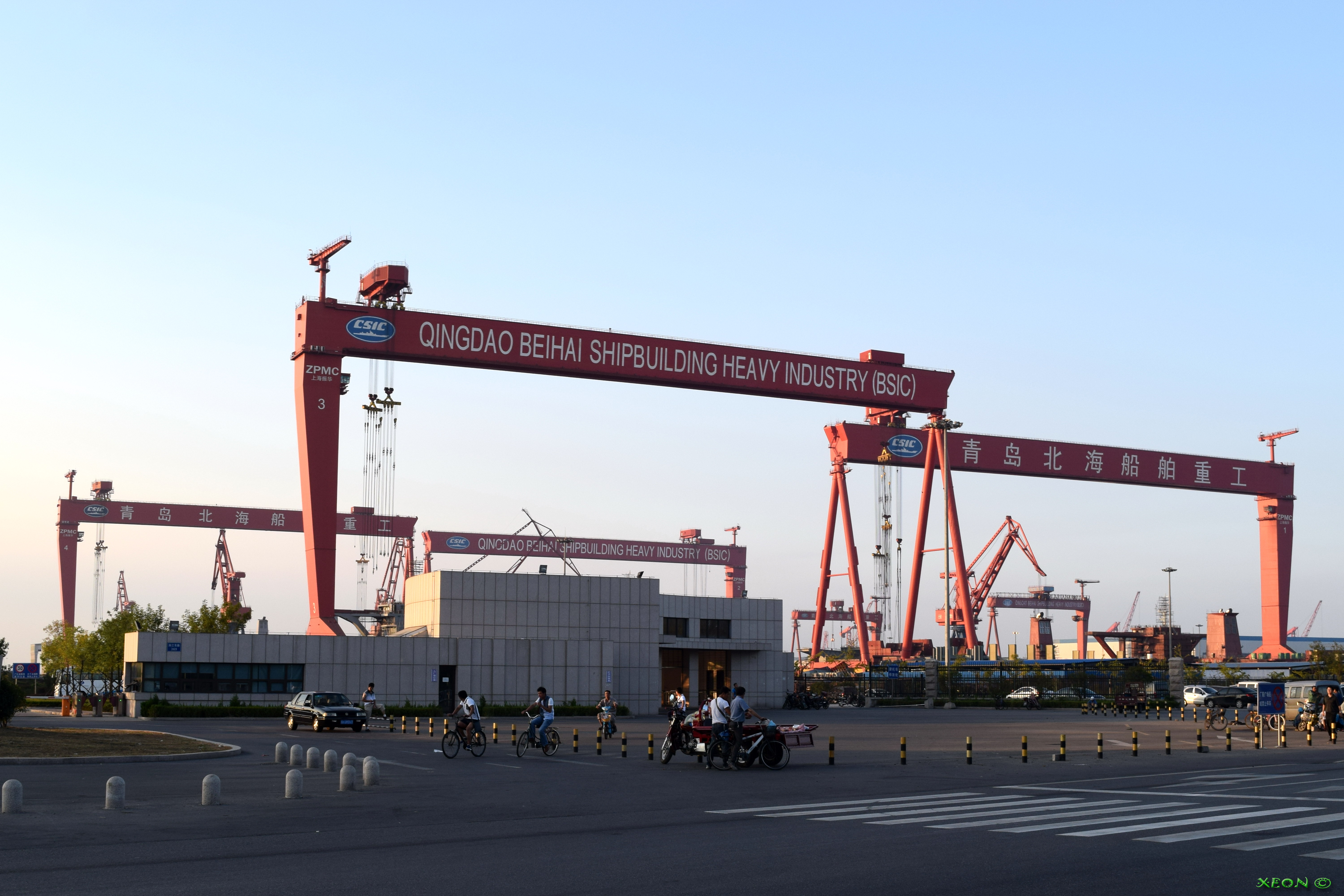
Судоверфь Beihai Shipbuilding

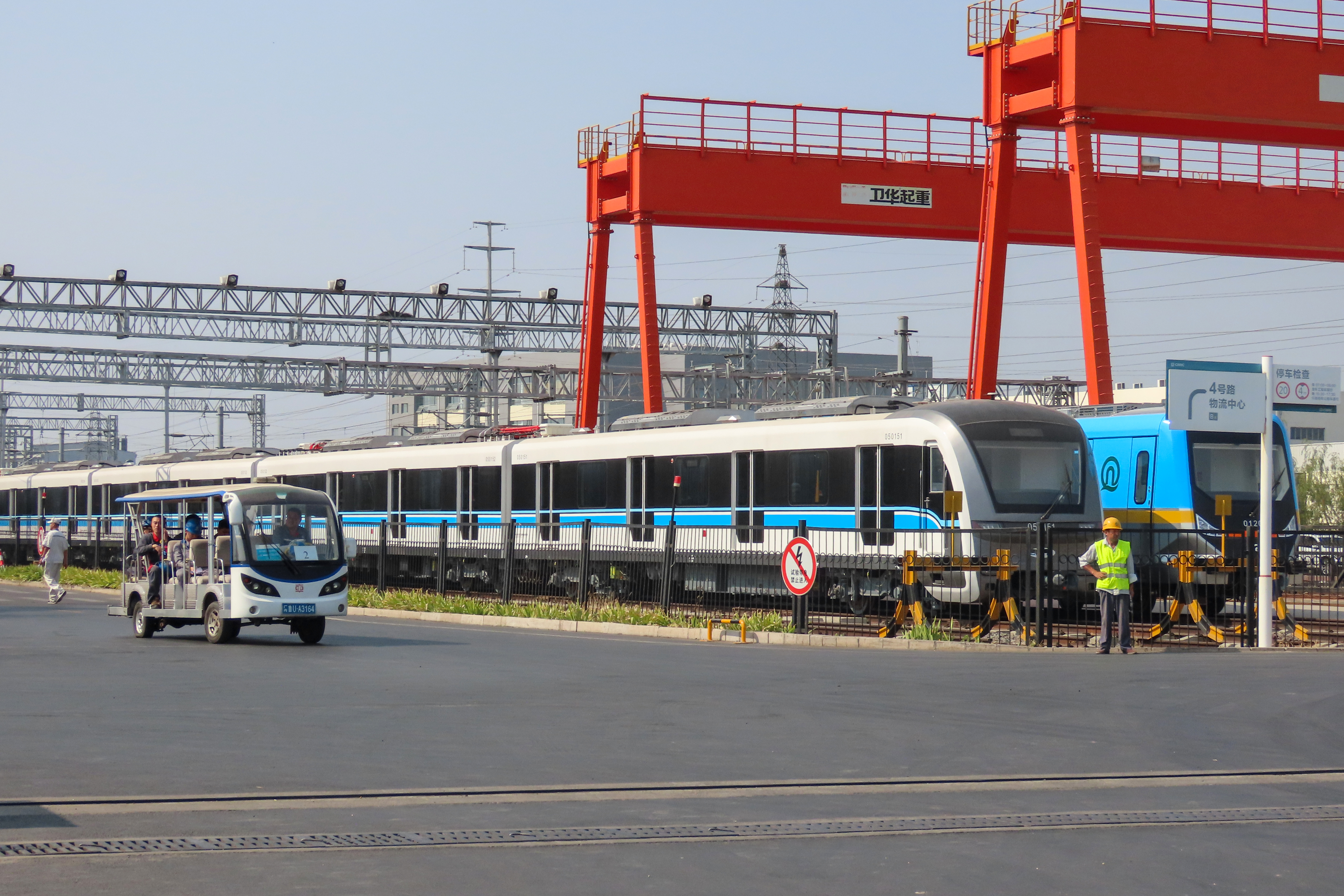
Завод CRRC Qingdao Sifang

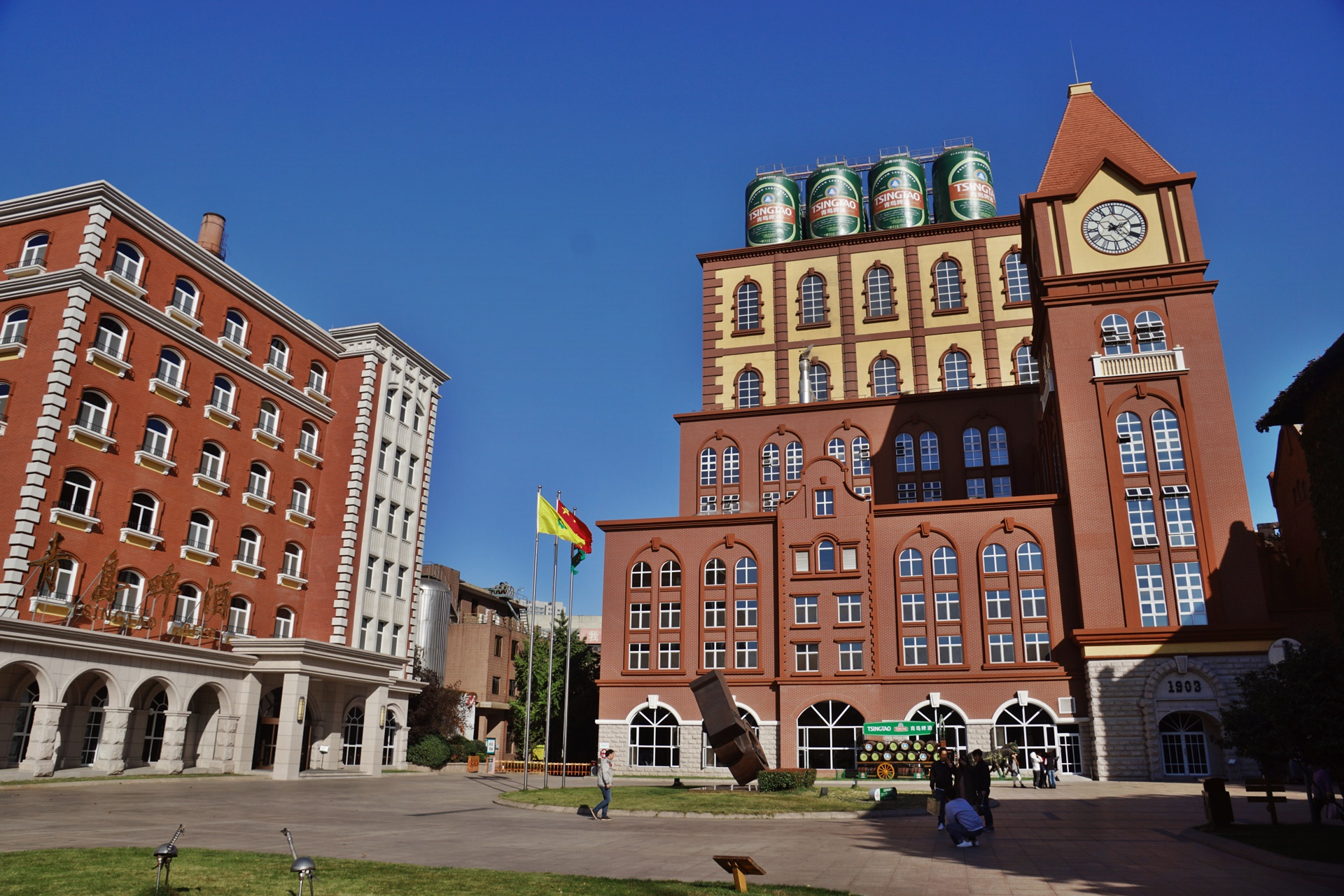
Музей Tsingtao Brewery

Циндао — это крупный экономический центр Китая. Здесь расположены представительства банков, производственные мощности многих крупных компаний и представительства многих международных фирм. В 2016 году Циндао занял 12-е место среди городов Китая по ВВП (1,001 трлн юаней) с годовым темпом роста 7,9 %.
Региональная экономика города Циндао опирается на крупные государственные предприятия, такие, как например, корпорации Haier, Hisense и Aokema, табачная корпорация «Ичжун», Циндаоская обувная корпорация «Две звезды», корпорация «Циндаоское пиво» и другие, доходы которых составляют 50 % всех доходов экономики Циндао. В отличие от госпредприятий, частные предприятия здесь не очень развиты.
Промышленная зона освоения высоких технологий Циндао расположена в восточной части города, в районе Лаошань, и занимает площадь в 67 км². В её состав входят такие части, как промышленный район площадью 9,8 км²., центр высшего образования, научно-исследовательский центр, туристическая зона и жилищный район. Зоне подчиняется центр развития науки и технологий, а также морской порт. Основными промышленными отраслями в зоне являются такие, как биотехнология, электронная информация, оптомехатронная интеграция, бытовая техника, новые материалы и новая энергетика.
Здесь есть более 66 видов и разновидностей минеральных ресурсов, включая графит, флюорит, цеолит, тяжёлый шпат и золото, а также 1400 видов сельскохозяйственных и животноводческих продуктов, в том числе лаошаньские молочные козы, личанские чёрные свиньи, медовые персики и дацзэшаньский виноград. Вдоль побережья развиты рыболовецкие хозяйства и плавучие фермы по разведению морепродуктов.
В промышленной экономике города Циндао основную долю занимают такие отрасли, как электронная, машиностроительная, химическая, нефтяная и каучуконосная, пищевой обработки и производства напитков, электробытовой техники, текстильная, производство лекарств, строительных материалов, металлургическая индустрии, индустрия морских продуктов.
Со времён подчинения Германии Циндао является одним из основных центров производства пива.
Циндао является одним из пяти самых больших внешнеторговых портов Китая. В 2016 году он перевалил 444 млн тонн грузов и 18 млн TEU. Большая часть грузооборота порта приходится на контейнерный терминал Qianwan.

### Крупнейшие компании
- Haier — бытовая электротехника;
- Hisense — бытовая электротехника;

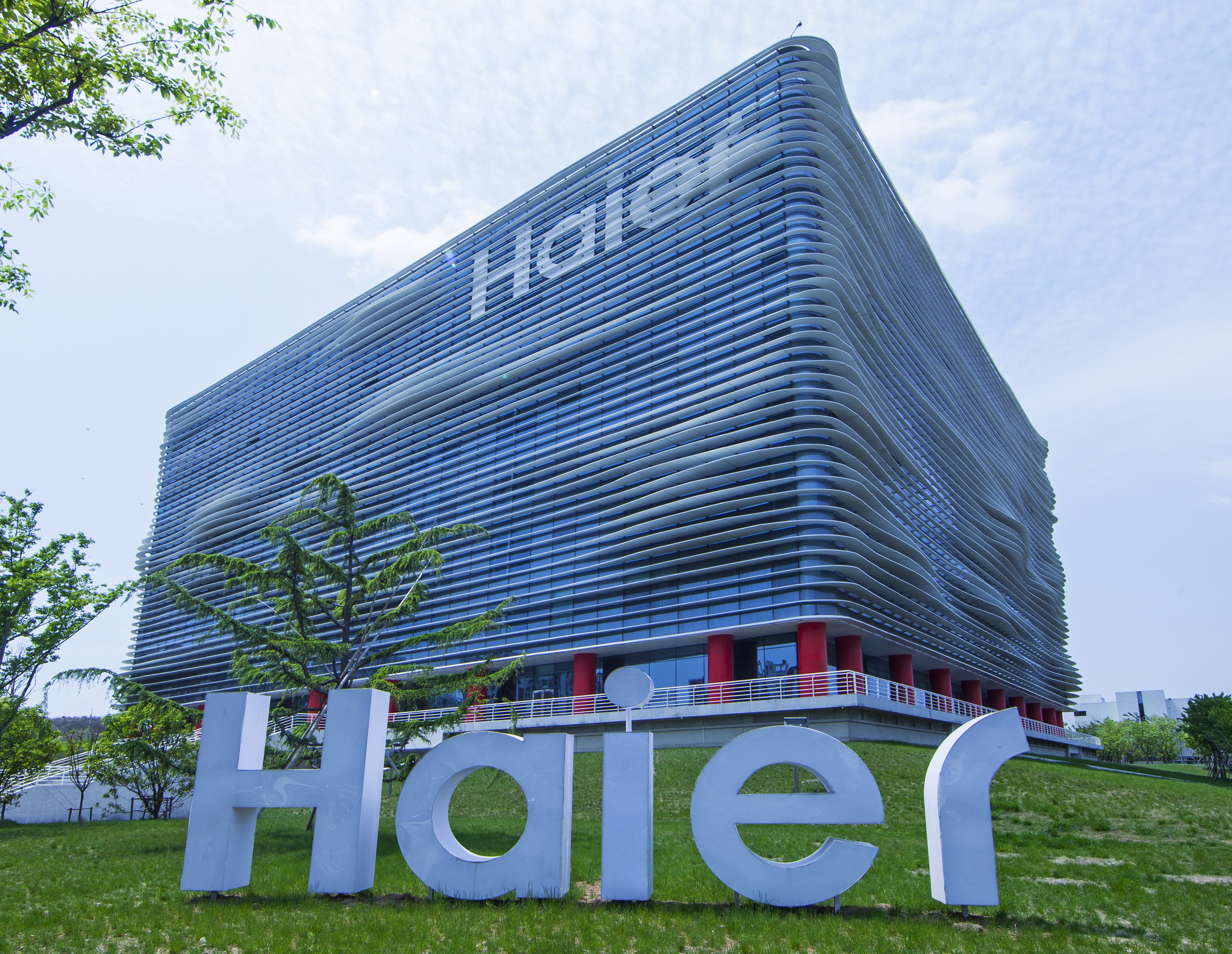
Штаб-квартира компании Haier

- CRRC Qingdao Sifang — скоростные и обычные поезда, пригородные электрички, вагоны метро и трамваи на водородных топливных элементах[22][23];
- FAW Volkswagen — легковые автомобили;
- FAW Jiefang — грузовики;
- Tsingtao Brewery — пиво;
- Qingdao Port Group — логистика;
- Sinopec Qingdao Refining and Chemical — нефтехимия;
- Sinopec Qingdao Petrochemical — нефтехимия;
- Qingdao Hyundai Shipbuilding — судостроение;
- Qingdao Beihai Shipbuilding Heavy Industry — судостроение;
- Offshore Oil Engineering Qingdao — нефтегазовое оборудование[24][25];
- SOAR Automotive Group — автомобили и автобусы;
- GREN Machinery — автомобильные комплектующие;
- Sinoenergy — газовое оборудование;
- SEPCO 3 — энергетическое оборудование;
- Qingdao Haili Helicopters — вертолёты;
- Epiphone — гитары;

### Энергетика
Основу энергосистемы города составляют ТЭС (уголь, газ) и АЭС Хайян, первые энергоблоки которой уже запущены. АЭС находится в соседнем Яньтае, возле границы с Циндао.
Климатические ресурсы используются несколькими солнечными и ветряными электростанциями. Местные компании наладили производство ключевого оборудования для них.

### Киноиндустрия
В городе базируется кинематографический и телевизионный кластер Qingdao Oriental Movie Metropolis, в котором снимали популярные фильмы «Блуждающая Земля» и «Блуждающая Земля 2».

### Сельское хозяйство и рыболовство
В прибрежных водах Жёлтого моря развиты рыболовство и разведение лосося.

### Внешняя торговля
Важным центром внешней торговли является Пилотная зона регионального торгово-экономического сотрудничества Китай — ШОС.
В первой половине 2021 года объём внешней торговли Циндао составил 397,52 млрд юаней (около 61,33 млрд долл. США), увеличившись на 39,6 % по сравнению с аналогичным периодом прошлого года. За первые шесть месяцев 2021 года общий объём трансграничной электронной торговли Циндао превысил 10 млрд юаней (около 1,54 млрд долл. США).

## Транспорт

### Городской
Городской транспорт представлен большим количеством маршрутов городских автобусов. Много машин такси.
В декабре 2015 года открыт Метрополитен Циндао. Строительство будет вестись в несколько этапов. Первая очередь метрополитена будет иметь протяжённостью 54,7 км. Общая же протяжённость восьми планируемых линий составит 231,5 км.
В конце июня 2009 года делегация из Циндао во главе с его мэром посетила Санкт-Петербург. Стороны договорились о взаимном сотрудничестве, в рамках которого китайцы предложили построить в Петербурге 5-звездочный отель и завод по производству бытовой техники, а россияне, в свою очередь, могут помочь Циндао со строительством метрополитена (метростроевцы северной столицы будут участвовать в строительстве метро).
В начале 2011 года было завершено четырёхлетнее строительство 42-километрового моста, соединяющего Циндао с пригородным районом Хуандао, через северную часть залива Цзяочжоу.

### Междугородный
Циндао имеет хорошо развитую транспортную систему с сетью железных дорог и скоростных автотрасс.

#### Воздушный
12 августа 2021 года в Циндао официально открылся новый международный аэропорт «Цзяодун», а старый аэропорт «Лютин» был закрыт. «Цзяодун» находится под управлением компании-оператор Qingdao Airport Group. Комплекс первой очереди нового аэропорта занимает площадь 16,25 км². На его строительство в общей сложности было потрачено 36,04 млрд юаней (около 5,56 млрд долларов США). Для удобства пассажиров к терминалам подведены линия метро и высокоскоростная железная дорога. К 2025 году аэропорт сможет ежегодно обслуживать 35 млн пассажиров, обрабатывать 500 тыс. тонн грузов, выполнять 300 тыс. взлетов и посадок воздушных судов.

#### Железнодорожный

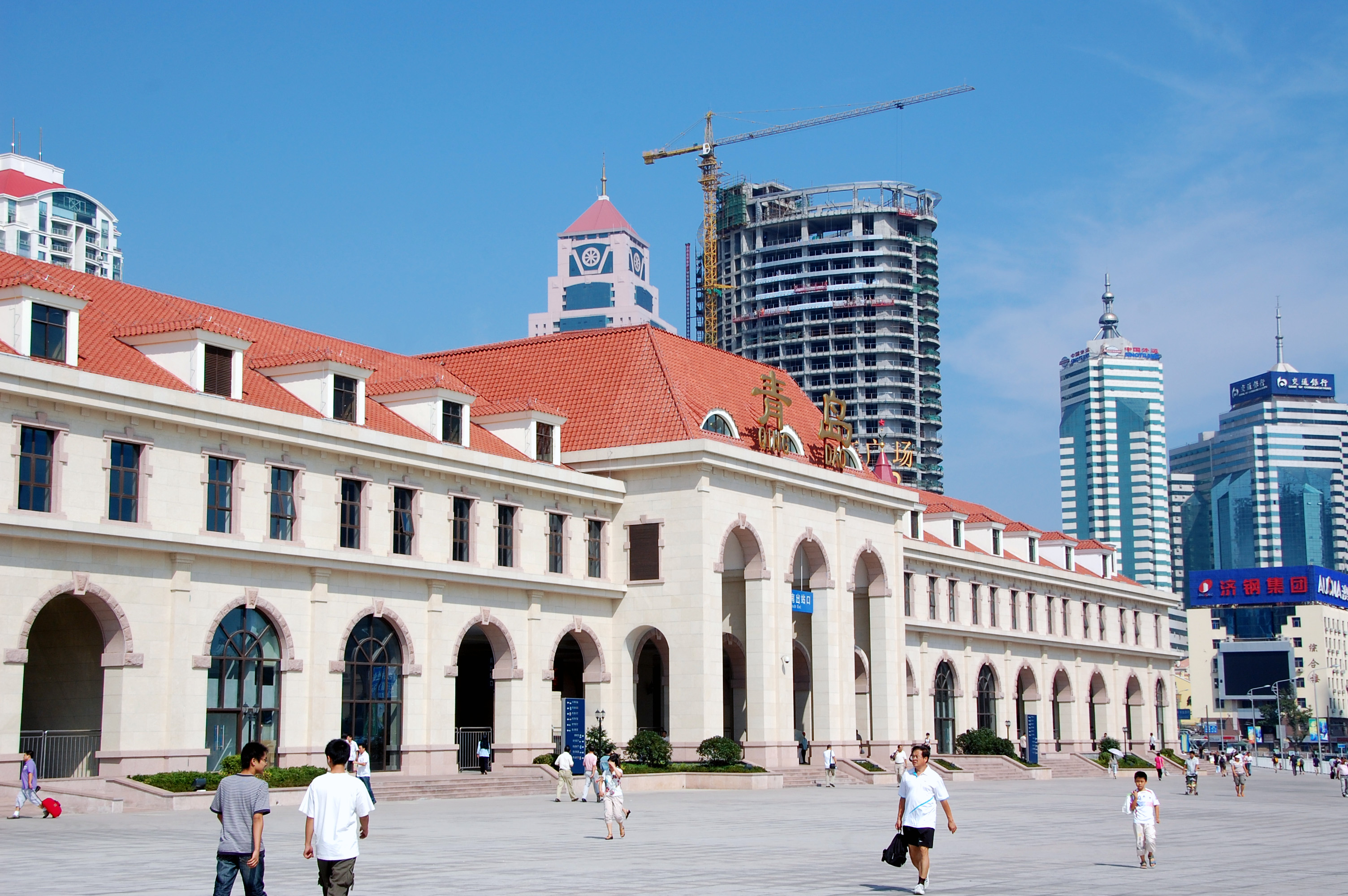
Вокзал Циндао после реконструкции 2008 года

Железнодорожный вокзал Циндао построен в европейском стиле. Был реконструирован к олимпиаде 2008 года. Отсюда ходят скоростные поезда в Пекин и Шанхай, а также в провинциальную столицу Цзинань и другие города провинции Шаньдун.
Циндао соединён с Цзинанем двумя высокоскоростными магистралями, одна из которых имеет проектную скорость 350 км/ч. По ней в Пекин ходят поезда CR400AF «Фусин», которые разработаны и серийно производятся в Циндао. Другая дорога ведёт в город Ляньюньган. Её скоростные характеристики скромнее — до 200 км/ч.
Важное значение имеют грузовые перевозки, связывающие порт с городами Центральной Азии и Западной Европы. В первом полугодии 2021 года из Циндао было отправлено в общей сложности 297 поездов в Европу и Центральную Азию, что на 82 % больше по сравнению с аналогичным периодом 2020 года. Растёт значение грузовых перевозок из Циндао в Лаос и Вьетнам.
Циндао служит перевалочным пунктом новых автомобилей из Китая, Южной Кореи и Японии, которые перевозятся железнодорожным транспортом в Центральную Азию и Европу.

### Морской
Порт Циндао входит в десятку крупнейших контейнерных портов мира. Важное значение имеет нефтяной терминал, принимающий сырую нефть из Козьмино. Также в порту имеется нефтеналивной терминал Sinopec Group.

## Культура
Циндао является одним из кинематографических центров страны, китайским родоначальником в этой области. Первый произведённый здесь фильм увидел свет в 1898 году. К настоящему времени создан крупный кинопроизводственный комплекс, включающий «Qingdao Oriental Movie Metropolis» и «Lingshan Bay Film-Television Cultural Industrial Park». Приморский город стал новой площадкой для съёмок кассовых фильмов. Кинокартины «Блуждающая земля» и «Великая стена» оказались коммерчески успешными и достаточно известными за пределами Китая. Местные студии принимали участие и в создании других фильмов, например «Годзилла 2: Король монстров». Для поддержки киноиндустрии введены субсидии и налоговые льготы. Помимо студий открыт многозальный кинотеатр на 5000 мест.

## Достопримечательности и туризм

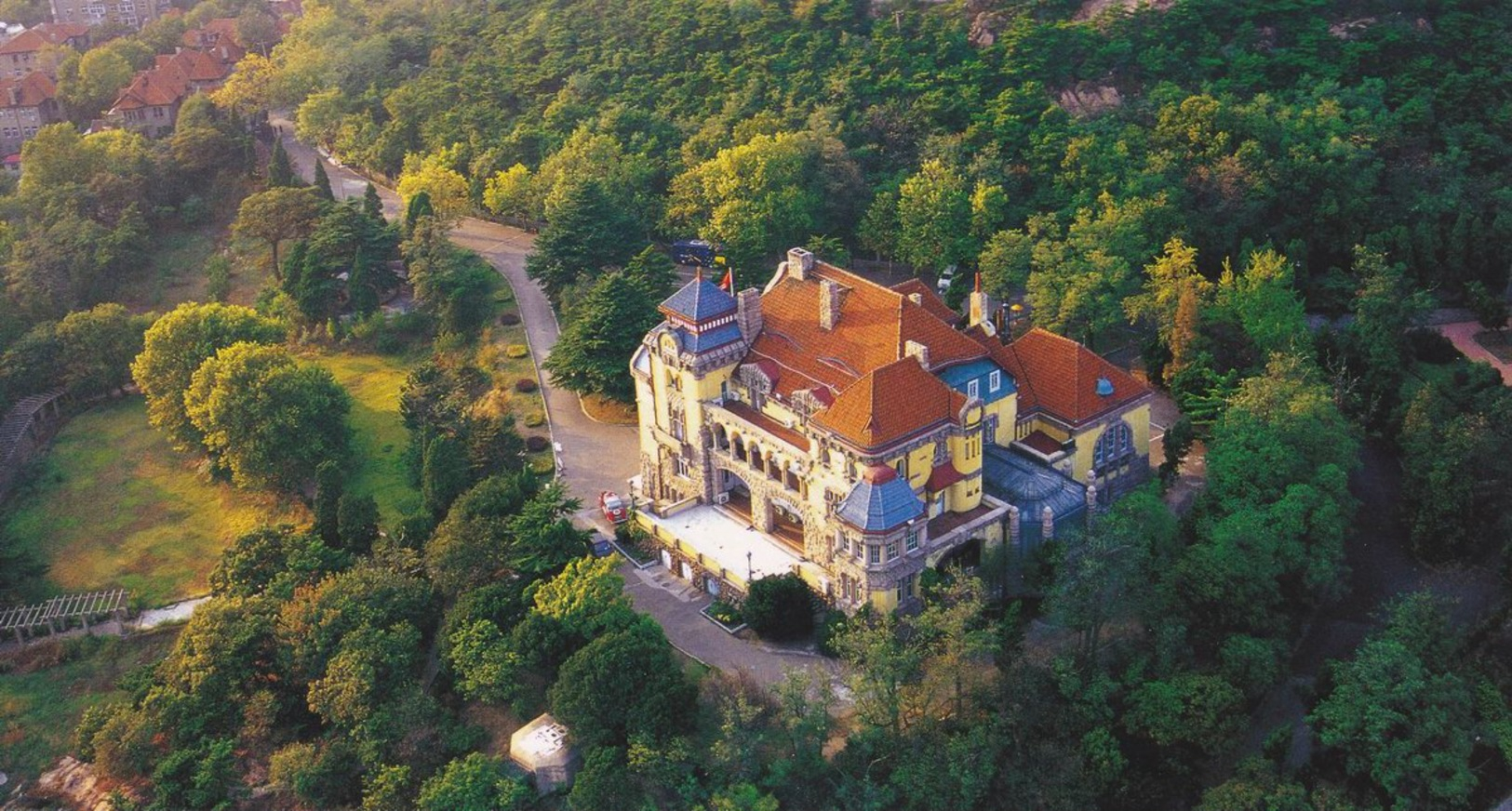
Бывшая резиденция немецкого губернатора Циндао

### Крупнейшие небоскрёбы Циндао
- «Qingdao Conson Hai Tian Center»[47]
  - 72-этажная башня (369 метров)
  - 56-этажная башня (245 метров)
  - 42-этажная башня (210 метров)
- 74-этажная «Qingdao Landmark Tower» (327 метров)[48]
- 54-этажный «Международный финансовый центр Циндао» (249 метров)
- 49-этажный «Парксон Плаза» (220 метров)

### Крупнейшие отели Циндао
- 38-этажный «Холидей Инн Циндао» (198 метров)
- 38-этажный «Кроун Плаза» (175 метров)
- 33-этажный «Цилинь» (146 метров)

## Международные отношения

### Города-побратимы
| - Симоносеки, Япония — с 1979 - Лонг-Бич, США — с 1985 - Акапулько, Мексика — с 1985 - Вильгельмсхафен, Германия — с 1992 - Одесса, Украина — с 1993 - Тэгу, Южная Корея — с 1993 - Нес-Циона, Израиль — с 1997 - Велзен, Нидерланды — с 1998 | - Саутгемптон, Великобритания — с 1998 - Голуэй, Ирландия — с 1999 - Пуэрто-Монт, Чили — с 1999 - Падерборн, Германия — с 2003 - Пермь, Россия — с 2003 - Илоило, Филиппины — с 2003 - Монтевидео, Уругвай — с 2004 - Клайпеда, Литва — с 2004 | - Бильбао, Испания — с 2004 - Нант, Франция — с 2005 - Майами, США — с 2005 - Санкт-Петербург, Россия — с 2006 - Норт-Шоэр-Сити, Новая Зеландия — с 2008 - Вила-Велья, Бразилия — с 2009 - Анталья, Турция — с 2014 - Ступино, Россия — с 2023 |

### Города-партнёры
| - Гётеборг, Швеция — с 1994 - Мангейм, Германия — с 1995 - Инчхон, Республика Корея — с 1995 - Сан-Франциско, США — с 1997 - Кишинёв, Молдавия — с 1997 - Порт-Судан, Судан — с 1998 - Орландо, США — с 1998 - Танжер, Марокко — с 1999 - Риека, Хорватия — с 1999 - Пхёнтхэк, Республика Корея — с 1999 - Наруто, Япония — с 1999 - Вестергётланд, Швеция — с 1999 - Аделаида, Австралия — с 2000 | - Дананг, Вьетнам — с 2000 - Никосия, Республика Кипр — с 2000 - Эдмонтон, Канада — с 2000 - Окленд, США — с 2000 - Лос-Анджелес, США — с 2000 - Скаген, Дания — с 2000 - Брест, Франция — с 2002 - Кобе, Япония — с 2003 - Фукуока, Япония — с 2003 - Пусан, Республика Корея — с 2003 - Кунсан, Республика Корея — с 2003 - Кэрнс, Австралия — с 2003 - Илоило, Филиппины — с 2003 | - Венеция, Италия — с 2004 - Браунау-на-Инне, Австрия — с 2004 - Сент-Луис, США — с 2004 - Китакюсю, Япония — с 2005 - Хьюстон, США — с 2006 - Санкт-Петербург, Россия — с 2007 - Рейнско-Рурский регион, Германия — с 2008 - Вила-Велья, Бразилия — с 2009 - Ричмонд, Канада — с 2009 - Регенсбург, Германия — с 2009 |

## Спорт
- Стадион Ичжун